# Henriette Alexandrine von Nassau-Weilburg

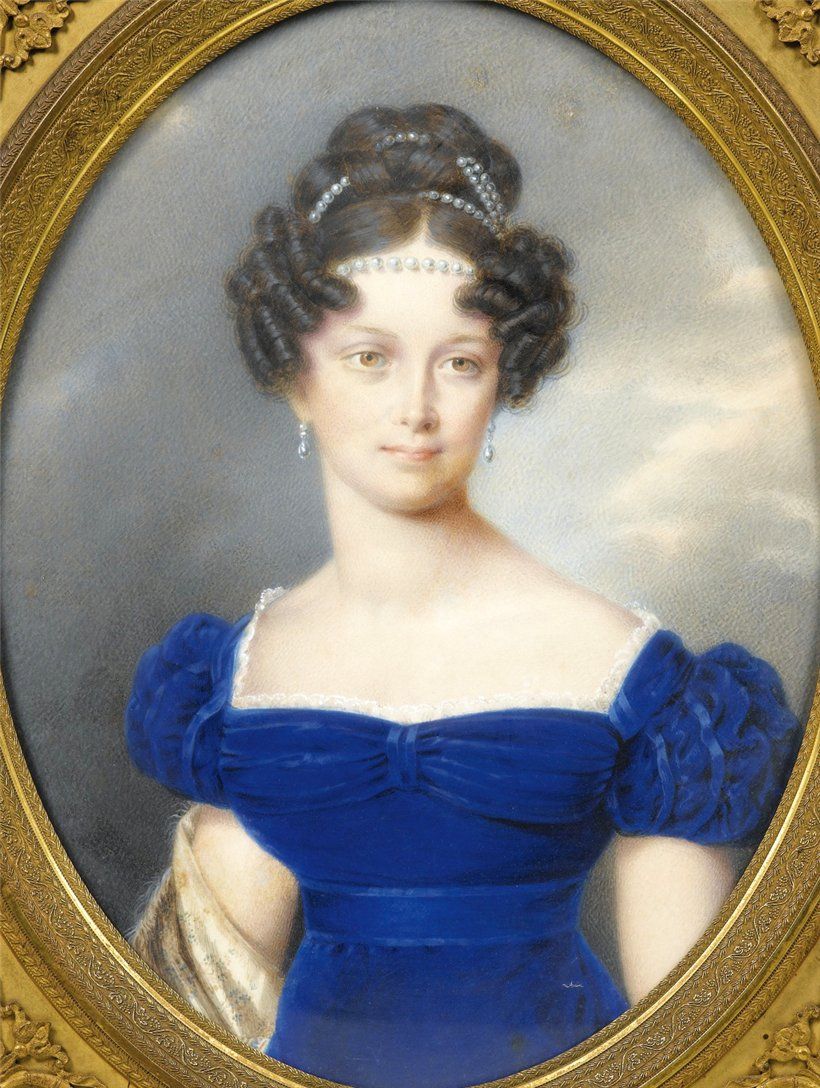
Henriette von Nassau-Weilburg (1823)

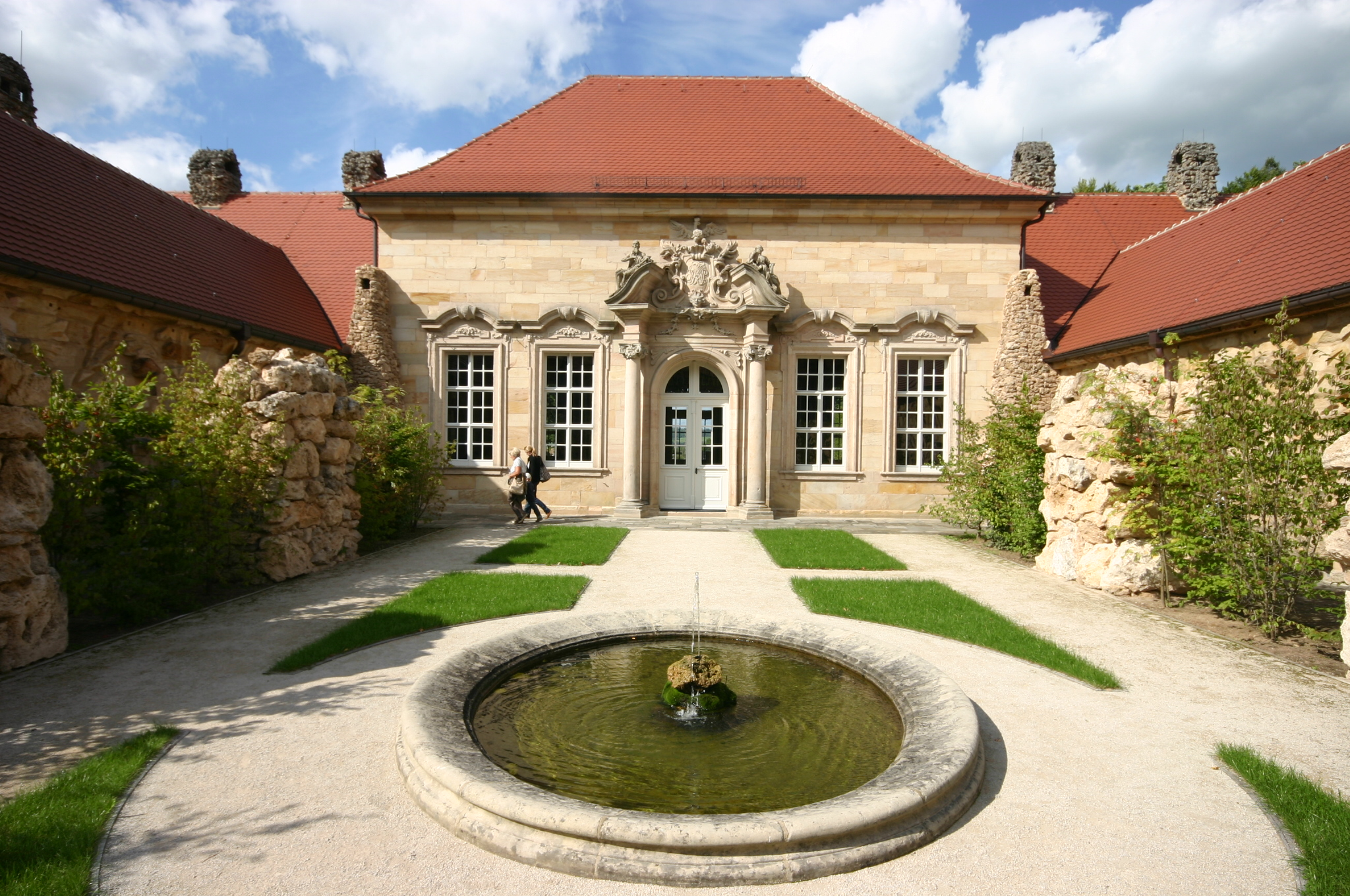
Ihr Geburtsort im Exil: Altes Schloss der Eremitage bei Bayreuth

Prinzessin Henriette Alexandrine Friederike Wilhelmine Prinzessin von Nassau-Weilburg (* 30. Oktober 1797 im Alten Schloss der Eremitage bei Bayreuth; † 29. Dezember 1829 in Wien) war die Ehefrau von Erzherzog Karl von Österreich.

## Leben
Henriette war die Tochter von Fürst Friedrich Wilhelm von Nassau-Weilburg und Gräfin Luise von Sayn-Hachenburg (1772–1827).
Am 17. September 1815 heiratete sie in Weilburg den „Sieger von Aspern“, Erzherzog Karl von Österreich, der 26 Jahre älter war. Dies war die erste „Mischehe“ im Hause Habsburg; es wurde eine glückliche Ehe, aus der sieben Kinder hervorgingen. Ihr Mann ließ für sie in Baden bei Wien die Weilburg errichten. Obwohl in evangelischen Bethäusern ein straßenseitiger Zugang verboten war, wurde für sie in der Reformierten Stadtkirche in Wien das sogenannte Henriettentor eingebaut. Nach ihrem Tod musste es wieder zugemauert werden.
Henriette von Nassau-Weilburg brachte 1816 den ersten Weihnachtsbaum mit brennenden Kerzen nach Wien, ein Brauch, den es im katholischen Österreich bis dahin noch nicht gegeben hatte.
Sie starb 1829, erst 32-jährig, nachdem sie sich bei ihren an Scharlach erkrankten Kindern angesteckt hatte und dazu noch eine Lungenentzündung zuzog. Ihr Schwager, Kaiser Franz I., setzte durch, dass sie trotz ihres evangelischen Glaubens in der Kapuzinergruft beigesetzt werden durfte: „Wenn sie als Lebende unter uns geweilt hat, so soll sie es auch als Tote.“
Im Jahr 2009 wurde in Wien-Donaustadt (22. Bezirk) der Henriette-von-Nassau-Weg nach ihr benannt.

## Nachkommen

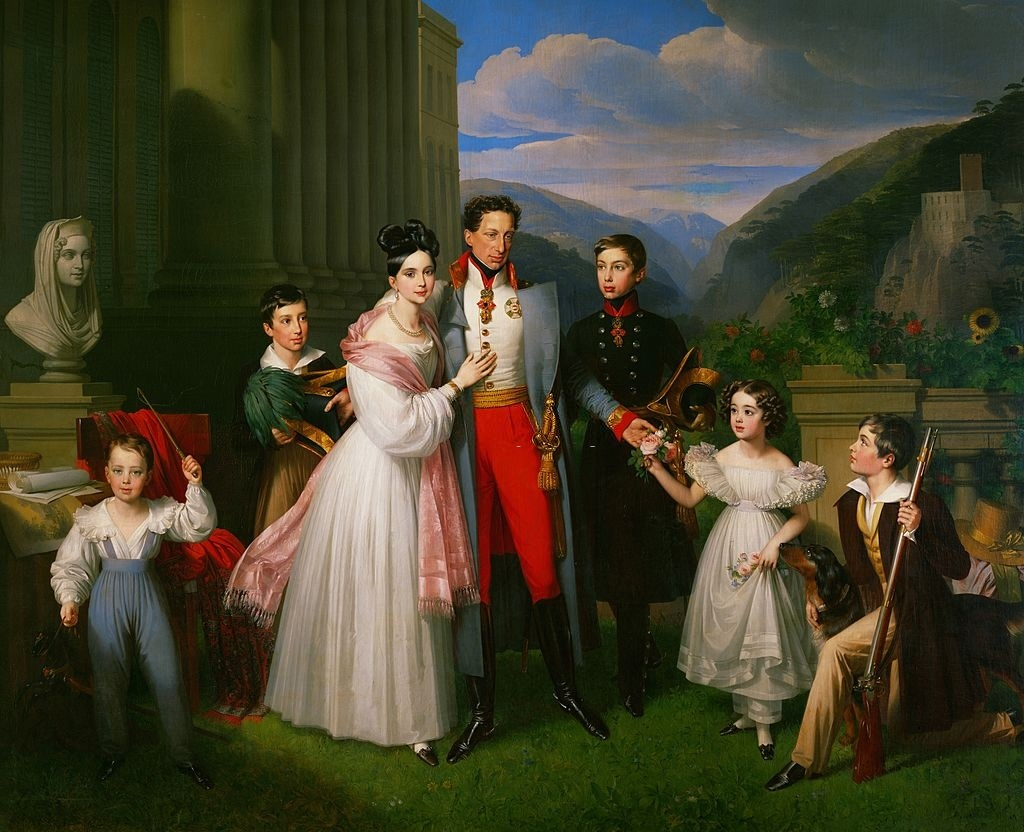
Erzherzog Karl im Kreise seiner Familie. Familienporträt von Johann Ender, 1832, Heeresgeschichtliches Museum

- Maria Theresia Isabella (1816–1867), Königin von Neapel-Sizilien
- Albrecht Friedrich Rudolf (1817–1895)
- Karl Ferdinand (1818–1874)
- Friedrich Ferdinand Leopold (1821–1847)
- Rudolph Franz (*/† 1822)
- Maria Karolina (1825–1915), Frau von Erzherzog Rainer von Österreich (1827–1913)
- Wilhelm Franz Karl (1827–1894)

Auf dem Familienporträt von Johann Nepomuk Ender aus dem Jahr 1832, welches sich im Heeresgeschichtlichen Museum in Wien befindet, ist die bereits 1829 verstorbene Henriette in Form einer Porträtbüste am linken Bildrand dargestellt. Bei der Dame links neben Erzherzog Karl handelt es sich um Erzherzogin Maria Theresia (1816–1867).